# Jacopo Doria
Jacopo Doria (Genova, 1233 – Genova, XIII secolo) era un membro del casato dei Doria, vissuto nel XIII secolo.
Fratello di Oberto Doria, capitano del popolo della Repubblica genovese, guidò le truppe di Genova alla riconquista delle terre del Ponente ligure che i Grimaldi avevano avocato a loro (1273).
Fu anche scrittore di annali delle vicende del suo tempo e narrò della battaglia della Meloria.
È sepolto nell'abbazia di San Fruttuoso, primo della sua famiglia a godere di questo privilegio.